# RTL (Croacia)
RTL es un canal de televisión privado de Croacia, perteneciente a Central European Media Enterprises (CME). Su programación es generalista, contando con informativos, telerrealidad, series y películas.

## Historia
En 2003, el gobierno croata optó por privatizar la frecuencia que hasta entonces la usaba HRT 3. En junio de 2003, cinco empresas se mostraron interesadas: RTL Group, News Corporation, SBS Broadcasting, HMTM y CME. Se esperaba una decisión final para el 1 de octubre.
RTL inició sus emisiones como RTL Televizija el 30 de abril de 2004. En el momento de su lanzamiento, RTL operaba desde una sola oficina con tan solo 10 ordenadores y 10 empleados. Con el paso de los años, la cadena se convirtió en una plataforma multimedia con más de 300 empleados.
El canal empezó a emitir en formato 16:9 el 31 de diciembre de 2010, siendo el primer canal de televisión en Croacia en emitir a través de este formato. El 4 de septiembre de 2015, RTL Televizija cambió su nombre a RTL, su denominación actual.
El 12 de noviembre de 2019, como parte de la transición nacional a DVB-T2, el canal, junto con sus canales hermanos RTL 2, RTL Kockica, RTL Passion, RTL Living y RTL Crime; empezó a emitir en HD. Un mes después, el 20 de diciembre de 2019, RTL adoptó su actual imagen corporativa.
El 15 de septiembre de 2021, la versión alemana de RTL adoptó su actual imagen corporativas. Se confirmó que el nuevo logotipo debutaría en Croacia próximamente, pero esto todavía no ha sucedido. 
El 14 de febrero de 2022, se anunció que RTL Group llegó a un acuerdo con Central European Media Enterprises para la venta de RTL Hrvatska. El 1 de junio de 2022, se completó la adquisición de RTL Hrvatska a CME.

## Programación
RTL emite informativos, series, películas y telerrealidad. Junto con Nova TV y los canales de HRT, RTL es uno de los principales canales de televisión croatas con más programación propia.
- RTL Danas
- RTL Direkt
- Stanje nacije
- RTL Sport
- RTL Vrijeme
- Glavna urednica
- Exklusiv
- Farma
- Dođi, pogodi, osvoji
- Ludi bar
- Dosje Jarak